# Allocebus
Allocebus is een geslacht van lemuren uit de familie der dwergmaki's (Cheirogaleidae). In 1967 werd het geslacht voor het eerst wetenschappelijk gepubliceerd door de Franse primatoloog Jean-Jacques Petter en zijn vrouw Arlette Petter-Rousseaux. Zij plaatsten de pluimoorkatmaki (A. trichotis) in dit nieuwe geslacht, een soort die voorheen tot het geslacht Cheirogaleus (katmaki's) werd gerekend.

## Soorten
Het geslacht is monotypisch, dat wil zeggen dat er voor zover bekend maar één soort tot dit geslacht behoort.
- Allocebus trichotis (Günther, 1875) – Pluimoorkatmaki